# Belleville-et-Châtillon-sur-Bar
Belleville-et-Châtillon-sur-Bar is een gemeente in het Franse departement Ardennes in de regio Grand Est en telt 304 inwoners (2005). De gemeente maakt deel uit van het arrondissement Vouziers.

## Geschiedenis
De gemeente werd op 29 december 1974 gevormd in een fusion associée van de gemeenten Belleville-sur-Bar en Châtillon-sur-Bar.
Belleville-et-Châtillon-sur-Bar maakte deel uit van het kanton Le Chesne tot dit op 22 maart 2015 werd opgeheven en de gemeenten werden opgenomen in het kanton Vouziers.

## Geografie
De oppervlakte van Belleville-et-Châtillon-sur-Bar bedraagt 21,3 km², de bevolkingsdichtheid is 14,3 inwoners per km².
De onderstaande kaart toont de ligging van Belleville-et-Châtillon-sur-Bar met de belangrijkste infrastructuur en aangrenzende gemeenten.

## Demografie
Onderstaande figuur toont het verloop van het inwonertal (bron: INSEE-tellingen).

Vanwege een beveiligingsprobleem met de MediaWiki Graph-software is het momenteel niet mogelijk deze grafiek weer te geven. Zodra de software is bijgewerkt zal de grafiek vanzelf weer zichtbaar worden.
Angecourt · Les Grandes-Armoises · Les Petites-Armoises · Artaise-le-Vivier · Authe · Autruche · Bairon et ses environs · Ballay · Bar-lès-Buzancy · Bayonville · Belleville-et-Châtillon-sur-Bar · Belval-Bois-des-Dames · La Berlière · La Besace · Brieulles-sur-Bar · Boult-aux-Bois · Briquenay · Bulson · Buzancy · Chémery-Chéhéry · La Croix-aux-Bois · Fossé · Germont · Haraucourt · Harricourt · Imécourt · Landres-et-Saint-Georges · Maisoncelle-et-Villers · Le Mont-Dieu · Montgon · La Neuville-à-Maire · Noirval · Nouart · Oches · Quatre-Champs · Raucourt-et-Flaba · Remilly-Aillicourt · Saint-Pierremont · Sauville · Sommauthe · Stonne · Sy · Tailly · Tannay · Thénorgues · Toges · Vandy · Vaux-en-Dieulet · Verpel · Verrières · Vouziers
1. ↑  Populations de référence 2022.